# Robin Hahnel
Robin Eric Hahnel (nascido em 25 de março de 1946) é um economista americano e professor de economia na Portland State University. Ele foi professor na American University por muitos anos e viajou extensivamente aconselhando sobre questões econômicas em todo o mundo. Ele é mais conhecido por seu trabalho sobre economia participativa com o editor da Z Magazine, Michael Albert .
Politicamente, Hahnel se considera um produto da Nova Esquerda e simpatiza com o socialismo libertário. Ele tem sido ativo em muitos movimentos e organizações sociais por quarenta anos, notadamente como participante de movimentos estudantis que se opõem à invasão americana do Vietnã do Sul, mais recentemente com o Southern Maryland Greens, um capítulo local do Partido Verde de Maryland, e o Green Party dos Estados Unidos . O trabalho de Hahnel em teoria e análise econômica é informado pelo trabalho de Marx, Keynes, Piero Sraffa, Michał Kalecki e Joan Robinson, entre outros. Ele serviu como professor visitante ou economista em Cuba, Peru e Inglaterra.

## Críticas iniciais: marxismo ortodoxo e economia do bem-estar
Hahnel era estudante de graduação em Harvard quando conheceu Albert, que estudava no Massachusetts Institute of Technology. Ao longo de cerca de três décadas, a dupla produziria sete livros juntos. Entre os primeiros escritos estava "Marxismo e Teoria Socialista", uma avaliação da teoria marxista e marxista-leninista que enfatizava o que eles acreditavam serem falhas graves. Albert e Hahnel argumentaram que, embora os aspectos da teoria marxista que rejeitam as instituições da propriedade privada e dos mercados fossem bem fundados, outros aspectos da doutrina marxista e marxista-leninista, incluindo seu viés economicista, metodologia dialética, materialismo histórico, conceitos de classe, teoria do valor-trabalho, a teoria das crises, e os valores e tendências autoritárias, eram parcial ou totalmente falhos; e muitas vezes constituíram obstáculos na luta pela justiça social . Posteriormente, eles produziram "Socialismo, Hoje e Amanhã", que foi uma análise do socialismo na União Soviética, China e Cuba, bem como um esboço de um quadro teórico alternativo para o socialismo.
Seu estudo técnico da economia do bem-estar dominante, "A Quiet Revolution in Welfare Economics", foi publicado originalmente pela Princeton, mas não teve ampla distribuição. O interesse clandestino pelo livro fez com que fosse disponibilizado on-line. Eles argumentaram que a teoria econômica do bem-estar tradicional estava em uma crise intratável. A abordagem central de que os mercados competitivos produzem eficiência social estava gerando retornos decrescentes e "frustrou, em vez de facilitar, os avanços nas análises do processo de trabalho, externalidades, bens públicos, desenvolvimento de preferências e estruturas institucionais". A solução socialista tradicional de empresa pública combinada com a alocação centralmente planejada foi considerada igualmente deficiente. Em conclusão, eles argumentaram que, ao esclarecer as razões pelas quais os modelos tradicionais eram deficientes, eles haviam aberto um caminho que sugeria direções prováveis para um paradigma alternativo. As significativas ineficiências sociais e ecológicas das economias de mercado, economias planificada centralmente e variantes relacionadas, exigiam tanto a reorganização das instituições de produção e consumo quanto a busca por "mecanismos de alocação compatíveis que permitam que a racionalidade individual informada seja totalmente consistente com a racionalidade social." O próximo passo, a formulação de uma visão "completa" relativamente detalhada de uma economia baseada no planejamento democrático participativo, foi a tentativa de dar uma resposta a esse desafio.

## Economia participativa
Em 1991, quando o bloco soviético desmoronou e o capitalismo emergiu triunfante, Albert e Hahnel publicaram "The Political Economy of Participatory Economics", um modelo de uma economia baseada na alocação por democracia participativa dentro de uma estrutura integrada de produção e conselhos de consumo que foi proposto como uma alternativa ao capitalismo contemporâneo, aosocialismo de estado centralizado e o socialismo de mercado. Nos anos seguintes, Hahnel e Albert concretizaram as lacunas em sua visão, discutiram possíveis instituições políticas e culturais complementares e responderam a muitos de seus críticos.

## Economia ecológica
Durante grande parte desse tempo, Hahnel ensinou cursos avançados de economia ecológica na American University. Sua visão econômica-ecológica busca incorporar os custos ecológicos e sociais implicados na produção, consumo e distribuição, na valoração de cada bem. Por causa das dificuldades amplamente reconhecidas de quantificar os custos ecológicos e sociais, Hahnel enfatizou a necessidade de utilizar dados qualitativos além de dados quantitativos para garantir valorações precisas. Os dados qualitativos podem ser melhor elucidados por meio dos mecanismos de uma estrutura informativa democrática, inclusiva e participativa.
Em termos dos problemas ecológicos atuais, Hahnel reconhece que os impostos verdes e de poluição são provavelmente mais eficazes do que esquemas alternativos, como a comercialização de recursos naturais usando sistemas de permissão ou métodos regulatórios de "comando e controle". Um imposto verde eficiente exige que os poluidores sejam tributados em um montante igual aos custos externos. Pode-se esperar que as corporações tentem repassar os custos extras aos consumidores aumentando os preços; no entanto, Hahnel observa que "parte da razão pela qual os impostos sobre poluição melhoram a eficiência em uma economia de mercado é que eles desencorajam o consumo de bens cuja produção requer poluição precisamente por tornar esses produtos mais caros para os consumidores". Ele recomenda vincular aumentos de impostos relacionados a "males", como a poluição, a reduções de impostos sobre "bens" relacionados ao trabalho produtivo, como exemplificado pelos impostos da previdência social. (The ABC of Political Economy, 272)
De uma perspectiva estratégica internacional, no entanto, ele deu seu apoio a um sistema de comércio internacional de emissões. Ele argumenta que houve progresso em direção a um sistema de cap and trade e essa não deve ser descartado, que tal sistema colocaria em primeiro plano a expertise científica e climatológica em vez da expertise econômica, e que tal sistema é muito mais alcançável em nível internacional.

## Globalização patrocinada por empresas, crítica e ativismo
À medida que os anos 90 avançavam, Hahnel tornou-se cada vez mais imerso na análise da globalização patrocinada por corporações e participou ativamente de movimentos que se opunham a ela. Enquanto grupos de oposição díspares planejavam e se uniam para o que seriam as grandes demonstrações contra as reuniões da Organização Mundial do Comércio em Seattle em 1999, Hahnel estava entre os principais analistas econômicos educando movimentos populares.
Seu primeiro grande livro escrito sem Michael Albert foi "Regras do Pânico". O livro apresenta uma análise concisa das crises devido à liberalização financeira na era da globalização, uma crítica da ideologia e das práticas de instituições globais como a OMC, o FMI e o Banco Mundial e uma explicação rigorosamente argumentada das percepções condicionais e limitações muito esquecidas da teoria do comércio internacional com base na teoria de vantagem comparativa de Ricardo.
Hahnel reconheceu os principais insights dentro da teoria da vantagem comparativa, observando que "se os custos de oportunidade de produção de bens são diferentes em países diferentes, há ganhos potenciais com a especialização e o comércio". No entanto, ele explicou que os ganhos potenciais são realizados apenas sob condições específicas e expôs os muitos fatores concretos que podem ser responsáveis por perdas de eficiência significativas. Entre os fatores mais significativos para as perdas de eficiência do comércio estão os preços imprecisos devido a externalidades significativas que causam a identificação incorreta de vantagens comparativas, mercados internacionais instáveis que criam ineficiências macro, e custos de ajuste para mover pessoas para dentro e fora das indústrias que podem ser consideráveis. Além disso, apesar da teoria de Ricardo, o comércio internacional geralmente agrava a desigualdade global porque os termos de troca são definidos de forma desigual como resultado das posições de negociação dominantes nos países do norte e graças às estruturas de classe que garantem que os custos e benefícios do comércio sejam distribuídos de forma injusta dentro países. (ver ABC de Economia Política, 176–207)

## Teoria e prática da justiça econômica e da democracia
Nos últimos anos, Hahnel parou de publicar livros com Michael Albert sobre economia participativa. Ele fez muitos trabalhos em teoria da economia política orientada para a academia. Notavelmente, ele escreveu um ensaio analisando as obras de Amartya Sen que foi publicado na antologia "Understanding Capitalism: Critical Analysis from Karl Marx to Amartya Sen". Há uma mudança notável em seu trabalho recente em direção à consideração de estratégias de médio prazo, como o keynesianismo global e reformas salariais, enquanto mantém sua visão de longo prazo em uma economia socialista libertária baseada na cooperação equitativa. Ele também escreveu extensivamente sobre questões econômicas ambientais, como o comércio de carbono e o teorema formal de Coase. As ligações entre seu trabalho sobre economia participativa e sua pesquisa sobre justiça econômica e democracia, bem como questões ambientais, são predominantes nos livros Economic Justice and Democracy: From Competition to Cooperation (2005) e Of the people, By the people – The Case for a Participatory Economy (2012) .